# Billy the Cat
Billy the Cat ist ein frankobelgischer Comic und eine darauf basierende britische Zeichentrickserie. Im Mittelpunkt steht der Junge Billy, der wegen seiner Bosheiten gegenüber Tieren zur Strafe in eine Katze verwandelt wird und Abenteuer mit Tieren erlebt.

## Inhalt
Billy wurde wegen seiner Bosheiten gegenüber Tieren in eine Katze verwandelt, um so selbst zu erfahren, was Tiere dabei für Qualen empfinden. Er musste sich auf seine veränderte Situation einstellen, um wieder Freunde zu finden. So lebt Billy als Katze mit dem Kater Sir Hubert auf dem Schrottplatz zusammen und kommt dabei mit weiteren Tieren in Kontakt, hauptsächlich mit Katzen und Hunden. Billy als Katze kann nicht mehr bei seiner Familie wohnen, weil seine Mutter allergisch gegen Katzenhaare ist und der Familienhund Gonzo keine Katzen mag. Zusammen mit den Tieren erlebt Billy als Katze verschiedene Abenteuer. Die Erfahrungen aus dem früheren Leben helfen Billy dabei, sich immer wieder aus misslichen Situationen zu befreien.

### Unterschiede zwischen Buch und Zeichentrickserie
Inhalt des Buches: Billy ist ein junger Schüler, der Tiere quält. Als Billy eines Tages auf die Straße läuft, wird er überfahren. Er kommt in den Himmel und wird als Katze auf die Erde zurückgeschickt, um für seine Untaten Buße zu tun. Erst danach darf er in den Himmel zurückkehren.
Inhalt der Fernsehserie: Billy, der mit seinen Freunden Tiere misshandelt, macht eines Tages den Zauberer Ali Kazam auf sich aufmerksam. Dieser sagt, er solle mit dem Quälen von Tieren aufhören, woraufhin Billy den Zauberer verspottet. Als Folge verwandelt ihn der Zauberer in eine Katze, um ihm eine Lektion zu erteilen. Die Katze des Zauberers verwandelt er später in einen Jungen, die Billy bei seiner Familie derweil vertritt.

## Figuren
Die Hauptfigur der Serie ist der junge, schwarz-gelb getigerte Kater Billy the Cat. Dieser wohnt zusammen mit dem alten Kater Sir Hubert in einem alten Cadillac auf dem städtischen Schrottplatz. Billy behält aber auch nach seiner Verwandlung in eine Katze diverse menschliche Eigenschaften. So weigert er sich, im Gegensatz zu den anderen Katzen verdorbene Lebensmittel zu fressen und nimmt für Katzen eher untypische Dinge, wie zum Beispiel Pommes frites oder Bananen, zu sich. Weiterhin behält er die Fähigkeit lesen zu können und weiß mit technischen Geräten, wie z. B. Computern umzugehen. Zudem ist er nicht wasserscheu.
Neben ihnen spielen die junge Katze Queenie und die Taube Jumbo eine wesentliche Rolle.
Außer ihnen existiert eine Reihe von weiteren Katzen, die als Nebenfiguren auftreten. Zu ihnen gehören Blacky, Teddy und Manx. Zusammen mit Billy the Cat und Sir Hubert bilden sie eine Gang. Neben ihnen treten auch noch die sehr jungen Katzen Daisy, Crazy und Lasiy auf, die mit ihnen befreundet sind. Der dicke, alte Kater Luzifer („Fettkloß“), gehört keiner der Gruppierungen an und zeigt sich anderen gegenüber meist schlecht gelaunt und gemein.
Als Gegenspieler zu ihnen treten die Totschlägertölen auf, deren Mitglieder die Hunde Brutus, Geifer und Blutsauger sind. Eine weitere Gruppierung von Hunden sind die Windbeutelwauwies. Sie bestehen aus Milli, Fetzer, Roy, der Hündin Regina und dem verrückten Hund Loud. Der Hund Gonzo, dessen Herrchen Billy war, als er noch ein Mensch gewesen ist, ist ein Einzelgänger.

## Entstehung und Veröffentlichungen

### Comic
Billy the cat startete 1981 mit einer Seite von Stéphane Colman im Comic-Magazin Spirou, auf die 1982 zusammen mit dem Szenaristen Stephen Desberg eine erste 20-seitige Geschichte mit dem Titel Dans la peau d'un chat folgte. Diese wurde von Colman und Desberg später auf 47 Seiten Umfang ausgebaut und 1989 unter demselben Titel wiederum in Spirou veröffentlicht. Die Albumausgabe erschien 1990 und erhielt 1991 beim Comic-Festival in Angoulême (Frankreich) den renommierten Preis Alph-art des besten Albums für Kinder und Jugendliche. Zwischen 1990 und 1999 erschienen insgesamt sechs Alben von Colman und Desberg, danach stieg Colman aus der Serie aus. 2002 wurde ein siebter Band mit Zeichnungen von Marco Ilïn veröffentlicht, 2003 ein achter mit Zeichnungen von Peral. Beim neunten Band arbeitete Desberg mit Jean-Louis Janssens zusammen, der beim 10. und 11. Band ganz das Texten übernahm. Peral blieb Zeichner.
In deutscher Übersetzung erschienen einige Alben ab 1990 beim Egmont Ehapa Verlag und 1998 als Neuauflage bei Carlsen in einer Ausgabe für den Pressevertrieb. Die ersten sechs Alben wurden 2014/15 in einer zweibändigen, kommentierten Gesamtausgabe zusammengefasst, die 2015/16 auch auf Deutsch publiziert wurde.
| Band | französisch | französisch              | Egmont Ehapa Verlag (ab 1991)          | Carlsen Verlag (1998)     |
| Band | Jahr        | Titel                    | Egmont Ehapa Verlag (ab 1991)          | Carlsen Verlag (1998)     |
| ---- | ----------- | ------------------------ | -------------------------------------- | ------------------------- |
| 1    | 1990        | Dans la peau d’un chat   | Katzenleben, 1990 [GA 1, 2015]         | Ein Leben als Katze       |
| 2    | 1991        | Le Destin de Pirmin      | Pirmins Schicksal, 1991 [GA 1, 2015]   | Pirmin, der Bär           |
| 3    | 1994        | L’Été du secret          | Bruderliebe, 1994 [GA 1, 2015]         | Der König der Gorillas    |
| 4    | 1996        | Saucisse le terrible     | Ein Hund namens Würstchen [GA 2, 2016] | Ein Hund namens Würstchen |
| 5    | 1997        | L’Œil du maître          | Onkel Hubert in Gefahr [GA 2, 2016]    | Sir Hubert in Gefahr      |
| 6    | 1999        | Le Choix de Billy        | Billys Wahl [GA 2, 2016]               |                           |
| 7    | 2002        | La Bande à Billy         |                                        |                           |
| 8    | 2003        | La Vie de chaton         |                                        |                           |
| 9    | 2005        | Monsieur Papa            |                                        |                           |
| 10   | 2006        | Les Machines à ronronner |                                        |                           |
| 11   | 2007        | Le Chaméléon             |                                        |                           |

### Fernsehserie
1994 wurde basierend auf den Comics eine Fernsehserie produziert. Produzent war Robin Lyons. Regie führte Les Orton, Jean-François Laguionie und Jean-Pierre Jacquet. Hauptverantwortliche Autoren waren Jill Brett und Robin Lyons. Die Musik komponierten John Mitchell, Tom Keenlyside und David Iris. Beteiligte Produktionsfirmen waren Sofidoc S.A., EVA Entertainment, Les Film du Triangle, NOA, La Fabrique und Cologne Cartoon. Peter Sandmann war für die übrigen Töne und Geräusche in der deutschen Serie verantwortlich.
Erstausstrahlung in Großbritannien war 1995 bis 1998, in Frankreich am 1. September 2001, in Deutschland am 17. März 1997 im Kinderkanal und im ZDF am 4. April 1998 bei Tabaluga tivi. Es sind weitere TV-Veröffentlichung auf Englisch, Türkisch und Niederländisch verfügbar.
Die Serie wurde in zwei Staffeln mit jeweils 26 Folgen gezeigt. Nachdem die Serie abgedreht war, wurde noch der Spielfilm Billy the Cat: Allein gegen Alle dazu ausgestrahlt. Weitere Ausstrahlungen waren im ZDF und KiKA in den Jahren 1997 bis 2008 zu sehen.

#### Synchronisation
| Rolle               | Deutsche Stimme        |
| ------------------- | ---------------------- |
| Billy, the Cat      | Hannes Maurer          |
| Sir Hubert          | Lutz Mackensy          |
| Queenie             | Ghadah Al-Akel         |
| Blackie             | Santiago Ziesmer       |
| Des                 | Frank-Otto Schenk      |
| Grossmeyer          | Andreas Berg           |
| Jumbo               | Hans-Jürgen Dittberner |
| Len                 | Georg Tryphon          |
| Lucifer             | Tilo Schmitz           |
| Vater von Billy     | Till Hagen             |
| Mutter von Billy    | Sonja Deutsch          |
| Schwester von Billy | Viola Scherff          |

#### Folgenübersicht
| Nummer | Name der Folge              | Erstausstrahlung | Nummer | Name der Folge                  | Erstausstrahlung  |
| ------ | --------------------------- | ---------------- | ------ | ------------------------------- | ----------------- |
| 1      | Katzenleben                 | 17. März 1997    | 27     | Das große Fischessen            | 26. Oktober 2001  |
| 2      | Katzendiebstahl             | 18. März 1997    | 28     | Die Katzenmafia                 | 29. Oktober 2001  |
| 3      | Kanalkatzen                 | 19. März 1997    | 29     | Gut gebrüllt, Billy             | 30. Oktober 2001  |
| 4      | Der Rausschmiss             | 20. März 1997    | 30     | Robodog                         | 1. November 2001  |
| 5      | Das unheimliche Nichts      | 21. März 1997    | 31     | Das Spukhaus                    | 2. November 2001  |
| 6      | Katzenschmuggel             | 24. März 1997    | 32     | Zwei Schurken heben ab          | 5. November 2001  |
| 7      | Tauben in Gefahr            | 25. März 1997    | 33     | Hubert, der Hund                | 6. November 2001  |
| 8      | Chinesische Hochzeit        | 26. März 1997    | 34     | Der arme Künstler               | 7. November 2001  |
| 9      | Größenwahn                  | 27. März 1997    | 35     | Der mutige Elefant              | 8. November 2001  |
| 10     | Romeo und Julia             | 28. März 1997    | 36     | Das große Rennen                | 9. November 2001  |
| 11     | Der Fluch                   | 31. März 1997    | 37     | Der König der Ratten            | 12. November 2001 |
| 12     | Exotische Katzen            | 1. April 1997    | 38     | Hubibert's großer Auftritt      | 13. November 2001 |
| 13     | Die siamesische Verführerin | 2. April 1997    | 39     | Hähnchenklein ging allein       | 14. November 2001 |
| 14     | Pommes mit Mikrochip        | 3. April 1997    | 40     | Queenies neue Schleife          | 15. November 2001 |
| 15     | Der neue Schwanz            | 4. April 1997    | 41     | Miss Marilyn Miau               | 16. November 2001 |
| 16     | Die Wildkatze               | 7. April 1997    | 42     | Der Glücksstern-Tag             | 19. November 2001 |
| 17     | Cyberspace                  | 8. April 1997    | 43     | Die Wildnis ruft                | 20. November 2001 |
| 18     | Der Absturz                 | 9. April 1997    | 44     | Duftmarken                      | 21. November 2001 |
| 19     | Das Knochenauto             | 10. April 1997   | 45     | Das Monster der Katzenwelsbucht | 22. November 2001 |
| 20     | Bestechung                  | 11. April 1997   | 46     | Wem die Stunde schlägt          | 23. November 2001 |
| 21     | Ungebetene Gäste            | 14. April 1997   | 47     | Jumbo, das Fliegerass           | 26. November 2001 |
| 22     | Coole Katzen                | 15. April 1997   | 48     | Hundskatzen                     | 27. November 2001 |
| 23     | Affen in geheimer Mission   | 16. April 1997   | 49     | Das Zauberamulett               | 28. November 2001 |
| 24     | Die Bruchlandung            | 17. April 1997   | 50     | Alle lieben Bob                 | 29. November 2001 |
| 25     | Der Megastar                | 18. April 1997   | 51     | „Glob vom Orb“                  | 30. November 2001 |
| 26     | Billys große Chance         | 21. April 1997   | 52     | Der Babelmacher                 | 3. Dezember 2001  |